# Jean Thissen
Jean Thissen (21 de abril de 1946) é um ex-futebolista belga que competiu na Copa do Mundo FIFA de 1970.

## Carreira
Jean Thissen representou a Seleção Belga de Futebol, da Euro de 1972.